# São Luís do Curu
São Luís do Curu är en kommun i Brasilien.   Den ligger i delstaten Ceará, i den östra delen av landet, 1 700 km nordost om huvudstaden Brasília. Antalet invånare är 12 336.
Omgivningarna runt São Luís do Curu är huvudsakligen savann. Runt São Luís do Curu är det ganska glesbefolkat, med 38 invånare per kvadratkilometer.